# Levi Colwill
Levi Lemar Samuel Colwill (* 26. Februar 2003 in Southampton) ist ein englischer Fußballspieler, der aktuell beim FC Chelsea unter Vertrag steht.

## Karriere

### Verein
Colwill begann seine fußballerische Ausbildung beim City Central FC, ehe er 2011 lediglich für wenige Monate zum FC Southampton. Anschließend wechselte er zum FC Chelsea, wo er zunächst in der Akademie spielte. 2019/20 spielte er 18 Mal für die U18, dreimal in der Youth League für die U19 und dreimal für die U23-Mannschaft in der Premier League 2. In der Folgesaison spielte er 18 Mal für die U23 und traf zudem das erste Mal dort in der Amateur-Spielklasse.
Für die gesamte Saison 2021/22 wurde er in die Championship an Huddersfield Town verliehen. Bei einem 1:1-Unentschieden gegen Derby County stand er am 7. August 2021 (1. Spieltag) in der Startelf und debütierte somit im Profibereich. Zwei Wochen später schoss er bei einem 2:1-Auswärtssieg gegen Sheffield United in der Nachspielzeit den Siegtreffer und damit sein erstes Profitor. Durch einen dritten Tabellenplatz zog er mit seiner Mannschaft in die Play-offs ein und setzte sich dort im Halbfinale mit Huddersfield gegen Luton Town durch. Das Finale in Wembley verlor das Team mit dem in der Startelf stehenden Levi Colwill jedoch mit 0:1 gegen Nottingham Forest und verpasste damit den Aufstieg in die Premier League. Colwill sorgte dabei mit seinem Eigentor in der 43. Minute für den einzigen Treffer der Partie.
Anfang August 2022 wurde er erneut ausgeliehen, diesmal an den Erstligisten Brighton & Hove Albion.

### Nationalmannschaft
Zwischen Juli 2018 und April 2019 spielte er zehnmal für die englische U16-Nationalmannschaft. Von September und November 2019 spielte er fünfmal für die U17-Junioren.

## Erfolge
- FIFA-Klub-Weltmeister: 2025
- Conference-League-Sieger: 2025